# Монтанер (коммуна)
Монтане́р (фр. Montaner) — коммуна во Франции, находится в регионе Аквитания. Департамент — Атлантические Пиренеи. Входит в состав кантона Пе-де-Морлаас и дю Монтанерес. Округ коммуны — По.
Код INSEE коммуны — 64398.

## География

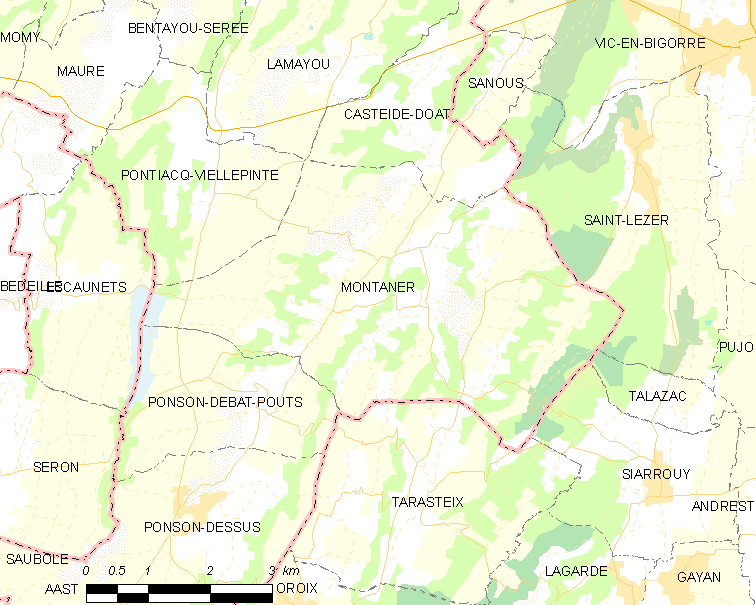
Карта коммуны

Коммуна расположена приблизительно в 640 км к югу от Парижа, в 175 км южнее Бордо, в 30 км к востоку от По.
По территории коммуны протекают реки Лис и Лис-д’Арре.

### Климат
Климат тёплый океанический. Зима мягкая, средняя температура января — от +5°С до +13°С, температуры ниже −10 °C бывают редко. Снег выпадает около 15 дней в году с ноября по апрель. Максимальная температура летом порядка 20-30 °C, выше 35 °C бывает очень редко. Количество осадков высокое, порядка 1100 мм в год. Характерна безветренная погода, сильные ветры очень редки.

## Население
Население коммуны на 2010 год составляло 464 человека.
| 1962 | 1968 | 1975 | 1982 | 1990 | 1999 | 2010 |
| ---- | ---- | ---- | ---- | ---- | ---- | ---- |
| 433  | 391  | 364  | 409  | 509  | 464  | 464  |

## Администрация
| Период | Период | Фамилия       | Партия | Примечания |
| ------ | ------ | ------------- | ------ | ---------- |
| 1995   | 2001   | Робер Комперо |        |            |
| 2001   | 2020   | Доминик Лага  |        |            |

## Экономика
В 2010 году среди 287 человек трудоспособного возраста (15-64 лет) 205 были экономически активными, 82 — неактивными (показатель активности — 71,4 %, в 1999 году было 74,1 %). Из 205 активных жителей работали 176 человек (96 мужчин и 80 женщин), безработных было 29 (13 мужчин и 16 женщин). Среди 82 неактивных 29 человек были учениками или студентами, 35 — пенсионерами, 18 были неактивными по другим причинам.

## Достопримечательности
- Церковь Св. Михаила (XVI век). Исторический памятник с 1957 года[4]
- Замок Монтанер[фр.] (XIV век). Исторический памятник с 1980 года[5]

## Фотогалерея

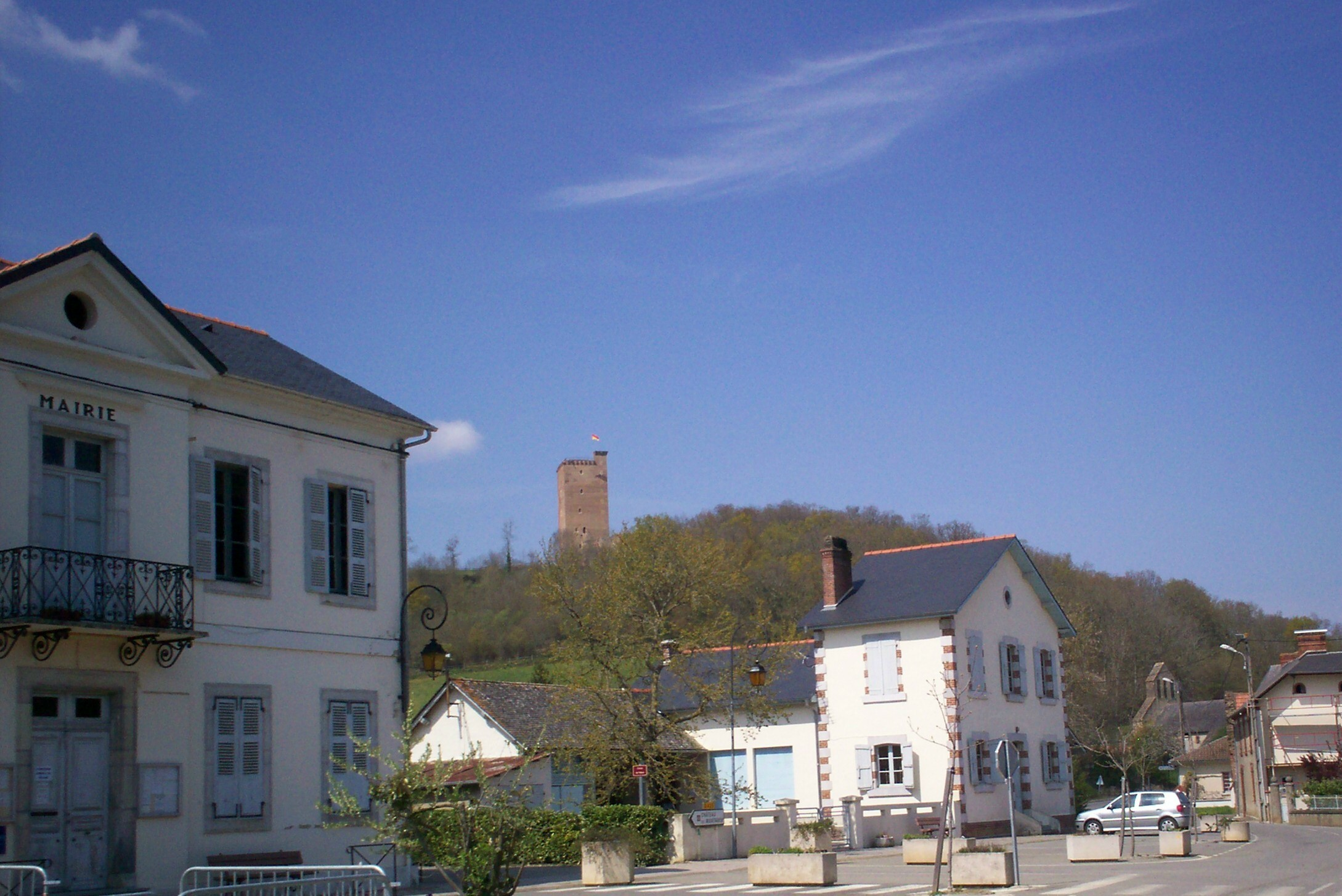
Монтанер
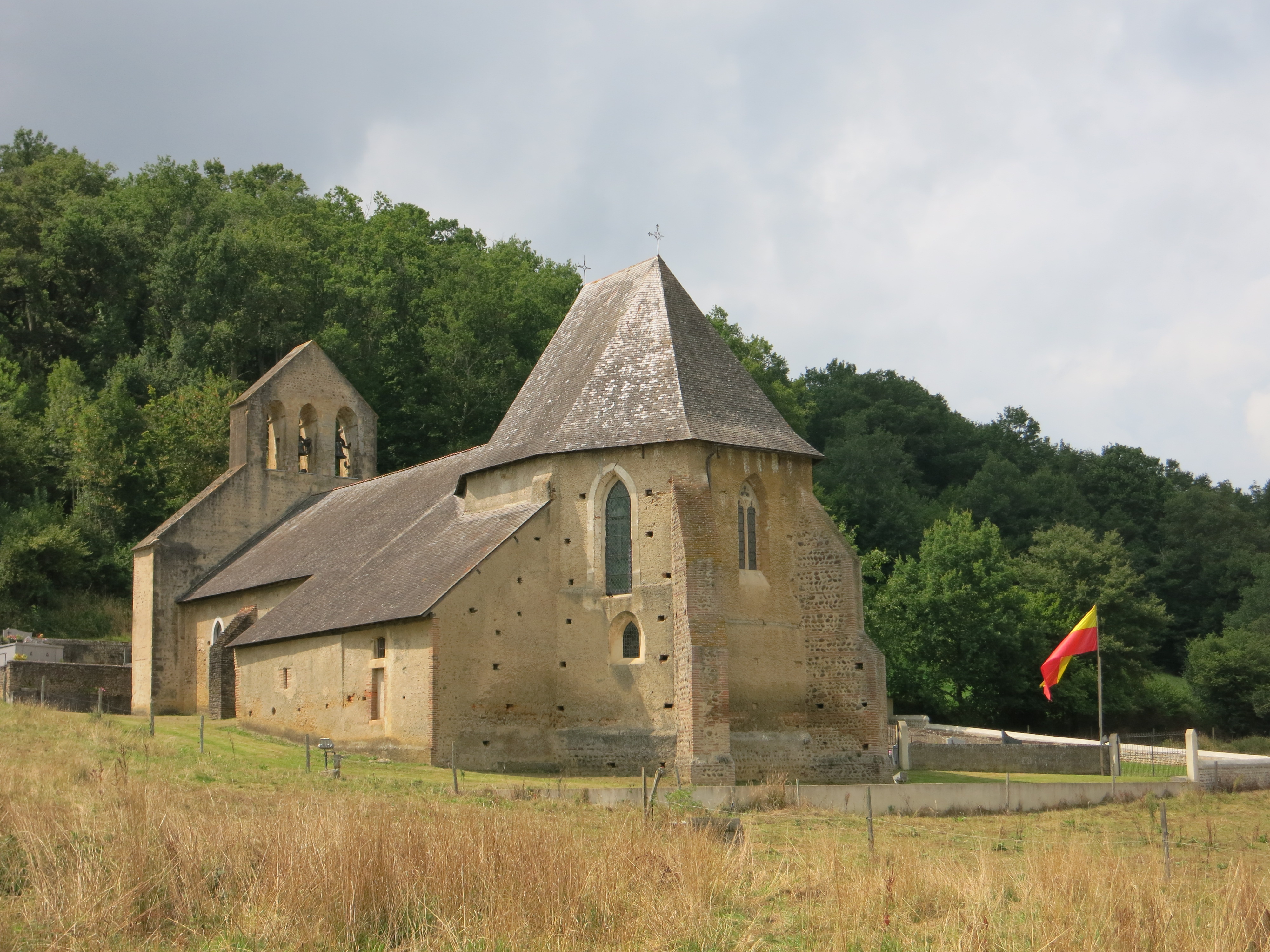
Церковь Св. Михаила
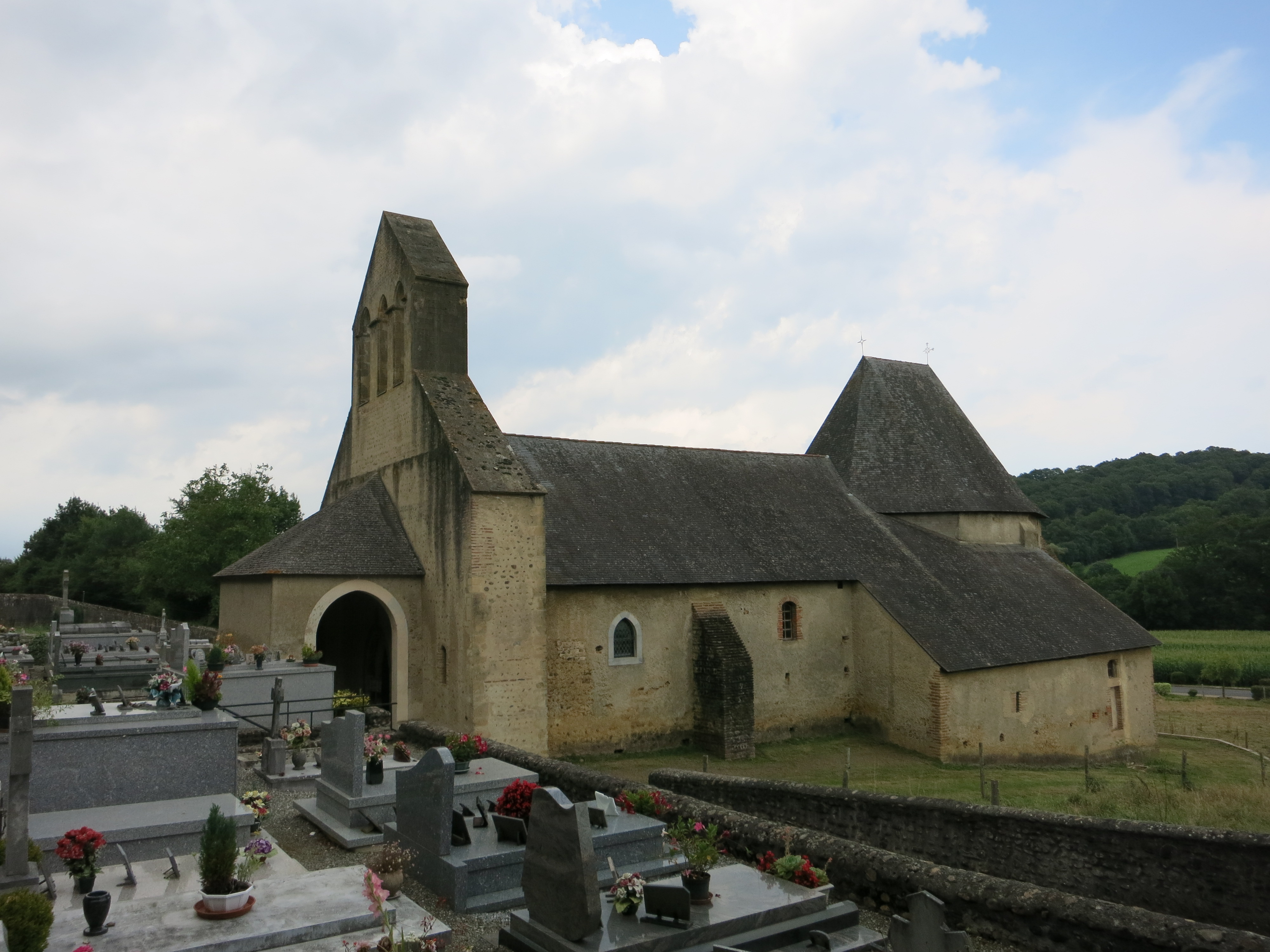
Церковь Св. Михаила
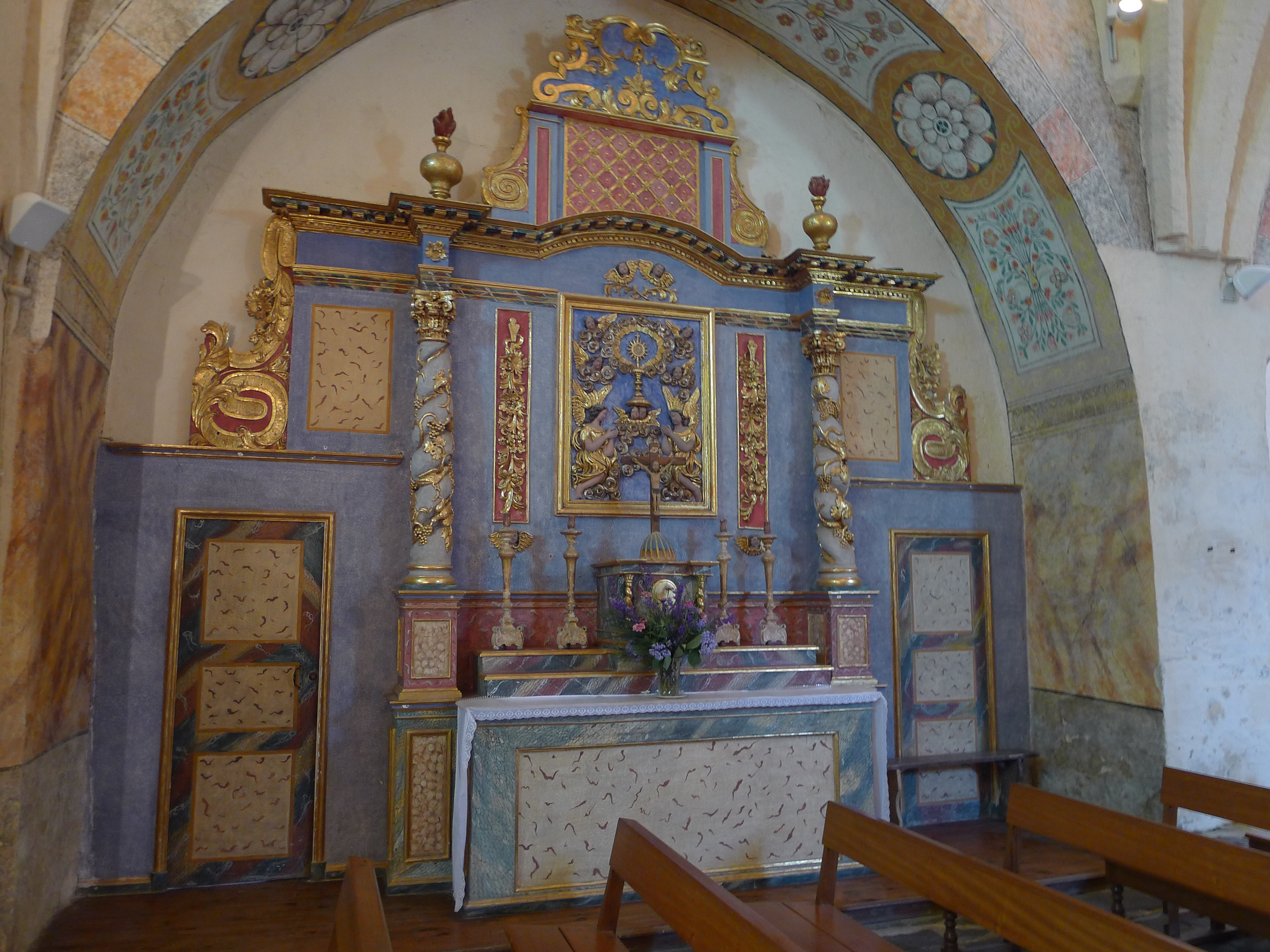
Интерьер церкви Св. Михаила
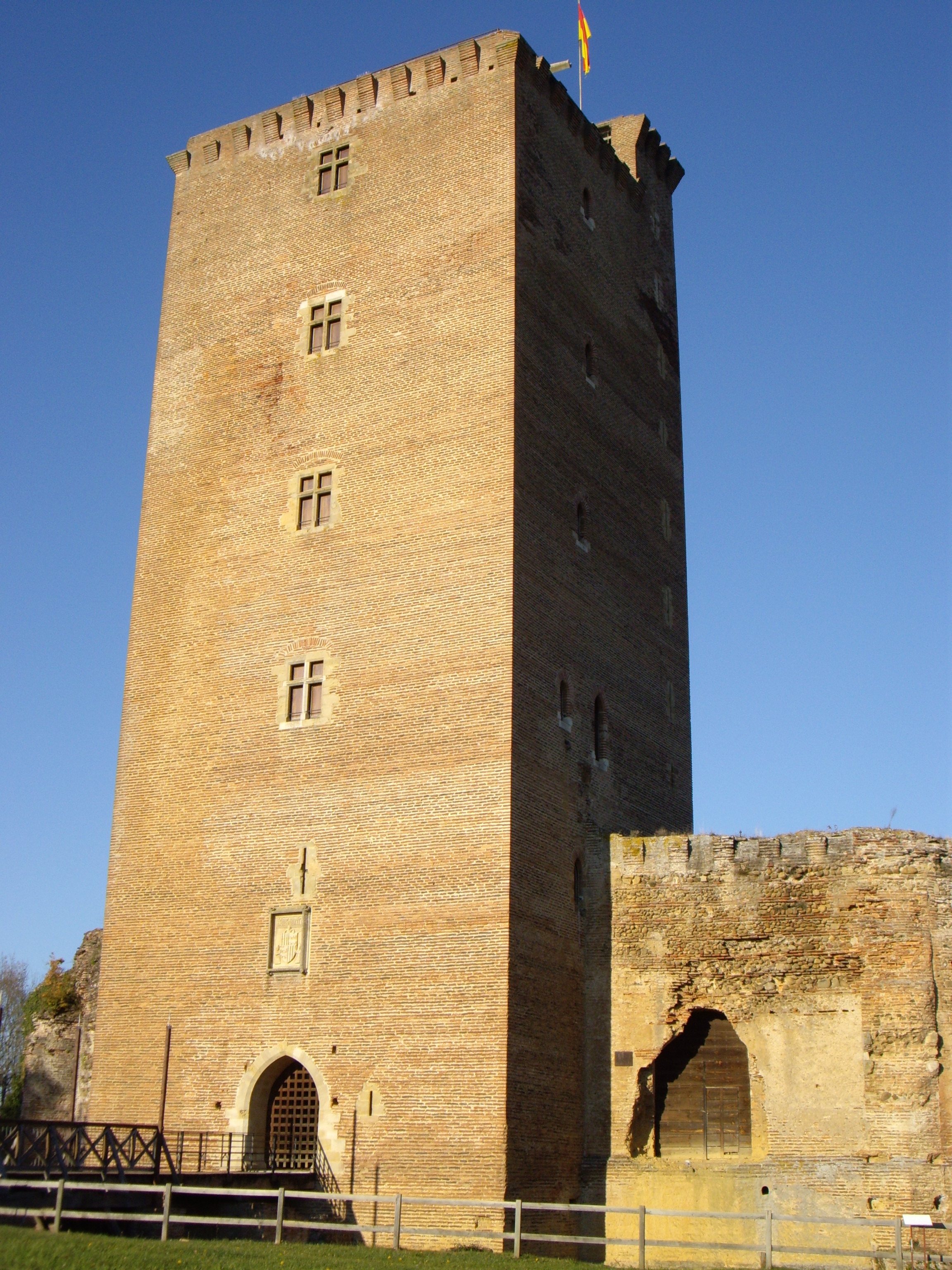
Замок Монтанер